# György Györffy
Dans le nom hongrois Györffy György, le nom de famille précède le prénom, mais cet article utilise l’ordre habituel en français György Györffy, où le prénom précède le nom.
György Györffy, né le 26 septembre 1917 à Szucság et mort le 19 décembre 2000 à Budapest, est un historien hongrois, membre de l'Académie hongroise des sciences.

## Biographie
György Györffy est le fils de István Györffy, ethnographe, membre de l'Académie, et de Anna Papp. Il étudie à l'université Péter Pázmány - actuelle université Loránd Eötvös - (1935-1939) sous la tutelle des historiens Sándor Domanovszky (hu), Elemér Mályusz (hu) et du linguiste et turcologue Gyula Németh. Il prend par la suite une année sabbatique autour de la mer Baltique, en Finlande et en Laponie. Il retourne en Hongrie à l'annonce du début de la Seconde Guerre mondiale.
Il est diplômé en juin 1940 d'un doctorat en histoire culturelle hongroise avec sa thèse "Besenyők és magyarok" ("Petchénègues et Magyars").
Il est stagiaire à la librairie de l'université puis au département de recherches historiques au sein de l'Institut scientifique Pál Teleki où il deviendra plus tard professeur. Il y devient ensuite le chef du département d'ethnologie (1945-1949).
Il devient membre, membre senior puis membre consultant de l'Académie hongroise des sciences. Il prend sa retraite en 1988 avec le titre de membre émérite de l'Académie.
En 1997, son travail est considéré[Par qui ?] comme une part de l'« Héritage hongrois » (Magyar Örökség)[réf. nécessaire].